# Cyclodorippinae
Cyclodorippinae is een onderfamilie van kreeftachtigen uit de klasse van de Malacostraca (hogere kreeftachtigen).

## Geslachten
- Clythrocerus A. Milne-Edwards & Bouvier, 1899
- Corycodus A. Milne-Edwards, 1880
- Cyclodorippe A. Milne-Edwards, 1880
- Deilocerus Tavares, 1993
- Neocorycodus Tavares, 1993
- Simodorippe Chace, 1940
- Tymolus Stimpson, 1858